# Соуэлл, Энтони
Э́нтони Э́двард Со́уэлл (англ. Anthony Edward Sowell) (19 августа 1959 — 8 февраля 2021) — американский серийный убийца и насильник, известный как «Кливлендский душитель» (англ. Cleveland Strangler). Он был арестован после того, как следователи полиции обнаружили тела 11 убитых женщин в его доме в районе Маунт-Плезант (англ. Mount Pleasant) в городе Кливленд, штате Огайо.

## Биография
Энтони Эдвард Соуэлл родился в Восточном Кливленде в штате Огайо. Мать Соуэлла была многодетной (имела 7 детей). В его семье часто практиковалось растление детей и сексуальное домогательство со стороны взрослых. Возможно, этот фактор и отразился на его психике, что послужит мотивом для будущих убийств. Соуэлл посещал школу Shaw High School, которую бросил из-за неуспеваемости незадолго до окончания 12-го класса в 1977 году. В этот период он познакомился с несовершеннолетней школьницей, с которой у него вскоре начались интимные отношения. Девушка вскоре забеременела и в конце 1978 года родила Соуэллу дочь. В январе 1978 года он поступил в морскую пехоту США. Соуэлл прошёл обучение новобранцев в рекрутском депо морской пехоты в Южной Каролине. Он обучился на электрика в лагере Лежен в Северной Каролине. Провёл год за границей в службе технической поддержки 3-й армии, затем вернулся в Черри-Пойнт. В 1984 году Соуэлл отправился служить в Японию на Окинаву и вплоть до общей демобилизации. Он дослужился до капрала и получил медаль за службу и за хорошее поведение.

## Первое нападение, срок и освобождение
Своё первое нападение Энтони Соуэлл совершил в 1989 году. Он заманил к себе беременную женщину, связал и попытался её изнасиловать, а после задушить. Он её отпустил, и потерпевшая обратилась в полицию. Соуэлла арестовали, он признал себя виновным по всем пунктам обвинения и в 1990 году его осудили на 15 лет. Соуэлл отсидел свой срок полностью и освободился в 2005 году. После освобождения из колонии он подрабатывал сборщиком металлолома на местной фабрике. Вскоре получил пособие по безработице. До убийств с ним жила Лори Фрейзер, племянница мэра Кливленда Френка Дж. Джексона. На протяжении двух лет Фрейзер имела отношения с Соуэллом, но съехала от него из-за неприятного запаха, который исходил из подвала его дома. При обыске дома Соуэлла в том самом подвале найдут тела 11 женщин.

## Преступления и нахождение тел
В период с мая 2007 по сентябрь 2009 года в Кливленде стали пропадать женщины одна за другой. Всего исчезло 11 женщин. Судьбы жертв оставались неизвестными, поэтому было заведено 11 дел по пропаже человека и у полиции была надежда найти их живыми. Однако в конце сентября 2009 Латундра Биллапс заявила в полицию, что её новый знакомый Энтони Соуэлл заманил к себе домой, напоил её алкоголем и изнасиловал в извращённой форме. А ещё потерпевшая заявила, что дома у Соуэлла неприятный запах. 29 октября 2009 года Соуэлла арестовали по обвинению в изнасиловании жертвы. Через 2 дня детективы получили санкцию на обыск его дома. Страшная находка обнаружилась в подвале дома. Там следователи обнаружили тела трёх женщин со следами удушения. На третьем этаже его дома было найдено ещё 3 тела, завёрнутые в ползунки. А во дворе нашли ещё 4 тела с разной стадией разложения. И ещё один скелет был обнаружен в сарае. И количество тел достигло 11. Соуэллу тут же было предъявлено обвинение в похищении, изнасиловании и убийстве (11 пунктов). Соуэлл отказался признаваться, ссылаясь на невменяемость. Соуэлл легко входил в доверие к своим жертвам и приглашал к себе домой, затем поил алкоголем, пичкал наркотиками, подвергал сексуальному насилию и душил. Также Убийца практиковал некрофилию со своими жертвами. 6 июня 2011 года начался судебный процесс по делу Энтони Соуэлла.

## Жертвы
1. Кристалл Дозье (35 лет)
2. Тишана Калвер (31 год)
3. Лешанда Лонг (25 лет)
4. Мишель Мейсон (45 лет)
5. Тоня Кармайкл (53 года)
6. Нэнси Кобс (43 года)
7. Амельда Хантер (47 лет)
8. Теласия Форстон (31 год)
9. Дженис Уэбб (49 лет)
10. Ким Иветт Смит (44 года)
11. Дайан Тернер (38 лет)

## Суд
В 2011 году Верховный суд штата Огайо признал Энтони Соуэлла виновным в изнасиловании и убийстве 11 женщин и был приговорён к смертной казни. Адвокаты подсудимого неоднократно подавали апелляции о пересмотре дела и настаивали на невменяемости преступника, но последняя апелляция была отклонена в 2020 году. Смертный приговор в отношении Энтони Соуэлла остался в силе, и он ожидал его исполнения в исправительном учреждении Чиллкот.

## Смерть
Соуэлл скончался в феврале 2021 года в результате продолжительной болезни, не дождавшись исполнения смертного приговора. Причина смерти не разглашается, но известно, что она не связана с инфекцией COVID-19.

## Подражатель
В период с 2012 по 2013 годы в Восточном Кливленде орудовал другой серийный убийца Майкл Мэдисон. Он также заманивал к себе домой женщин, затем насиловал и душил. Тела убитых жертв он хоронил в доме и во дворе своего дома. На счету Майкла Мэдисона 3 убитых женщин. Суд признал его виновным по всем пунктам обвинения и приговорил его к смертной казни.